# المكتبة الرئاسية ومتحف جورج بوش الأب
مكتبة جورج بوش الرئاسية:هو المكتبة الرئاسية لجورج بوش الأب، الرئيس 41 للولايات المتحدة. كانت قد خصصت يوم 6 نوفمبر عام 1997، وافتتح للجمهور بعد ذلك بوقت قصير. وقد صمم من قبل شركة الهندسة المعمارية من هلموت، أوباتا.

## أعلام
- جورج بوش الأب
- باربرا بوش